# 雇用調整
雇用調整（こようちょうせい）とは経済学用語の一つ。不況などにより、企業の行う業務が減少した場合にそこから行うこととなる過剰の労働者を調整することを言う。
これの方法は企業によって様々である。アメリカでは速やかに解雇（レイオフ）を行い、余剰労働者の削減に努める。そのため、失業保険の新規申請者数の推移が重要な経済指標となっている。日本では正社員には残業規制や配置転換や出向を命じるとともに新規の採用を見送ることで極力解雇を避けるのに対し、非正規労働者には契約更新をしないで雇い止めとする等の手法で労働力の削減を行う。また近年では企業の業務は減らしても労働者の数は減らさないために、労働者一人当たりに割り当てる業務の数を減らすことで複数の人数で分かち合うことを可能とするワークシェアリングも雇用調整の一つの手段として実施されてきている。所定の要件を満たした場合、雇用調整助成金の支給対象となる。